# Rethem (Aller)
Rethem (Aller) ist eine Stadt im Heidekreis (Niedersachsen). Sie ist Mitgliedsgemeinde der Samtgemeinde Rethem/Aller und gehört zum Zweckverband Aller-Leine-Tal.

## Geografie
Rethem liegt an der Aller in der Tourismusregion Aller-Leine-Tal. In direkter Nachbarschaft befinden sich mehrere Altarme der Aller, die heute als Badeseen genutzt werden.

### Topographie

#### Gewässer
Neben der dominierenden Aller mündet noch die Alpe in Rethem in die Aller, wobei die Hauptflut der Alpe mittlerweile über den Alpe-Wölpe-Umfluter südlich an Rethem vorbei geführt wird und – nach Aufnahme der Wölpe – im Ortsteil Wohlendorf flussabwärts der Kernstadt in die Aller mündet.

### Stadtgliederung
Zur Stadt Rethem gehören neben der Kernstadt noch die Ortsteile:
- Rethem-Moor
- Stöcken
- Wohlendorf

## Geschichte

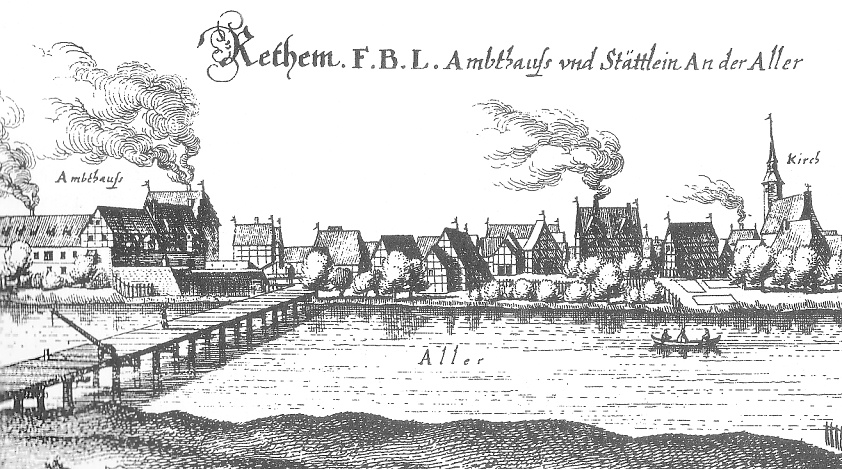
Merian-Kupferstich von Rethem um 1650, links die Burg Rethem

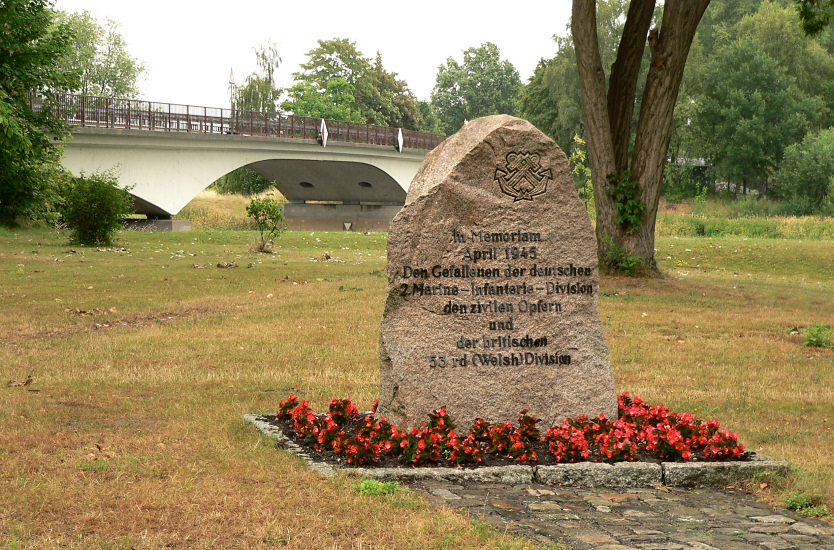
Gedenkstein an der Allerbrücke

Im Jahr 1200 gab es die erste indirekte Erwähnung, bis 1239 die erste direkte Erwähnung erfolgte. Das Bistum Minden besaß Güter in der Stadt, gegen Ende des 13. Jahrhunderts ergriff das Fürstentum Lüneburg Besitz von Burg und Dorf. 1353 wurden Rethem die Stadtrechte von den Lüneburger Fürsten verliehen, was Rethem zur ältesten Stadt auf dem Gebiet des heutigen Landkreises Heidekreis macht. 1885 hatte Rethem 1334 Einwohner. Während des Ersten Weltkriegs musste das Marineluftschiff L 36 am 7. Februar 1917 auf der vereisten Aller bei Rethem notlanden. Starke Winde zerstörten das Luftschiff innerhalb einer Stunde.
Gegen Ende des Zweiten Weltkriegs wurde Rethem im April 1945 zum militärischen Brückenkopf über die Aller, der heftig von britischen und deutschen Einheiten umkämpft war. Daran erinnern heute ein Gedenkstein im Londy-Park und die Gräber des Kriegsgräberfriedhofes.

## Eingemeindungen
Am 1. März 1974 wurden die Gemeinden Stöcken und Wohlendorf eingegliedert.

## Religionen
In Rethem besteht eine evangelisch-lutherische Gemeinde an der Marienkirche, der die meisten konfessionell gebundenen Bürger angehören. Seit den 1980er Jahren pflegt diese eine Partnerschaft mit der Kirchengemeinde von Rabenau (Sachsen).
Die Katholiken der Stadt gehören zur Propsteigemeinde in Verden.
Die muslimische Gemeinde hat sich einen Gebetsraum in einem ehemaligen Supermarkt eingerichtet.

## Politik

### Stadtrat
Der Rat der Stadt Rethem setzt sich aus 13 Mitgliedern zusammen. Die Ratsmitglieder werden durch eine Kommunalwahl für jeweils fünf Jahre gewählt.
Bei der Kommunalwahl 2021 ergab sich folgende Sitzverteilung:
| Stadtrat 2021Insgesamt 13 Sitze - SPD: 4 - BRA: 1 - ASGL: 3 - CDU: 5 |

Die vorherigen Kommunalwahlen ergaben folgende Sitzverteilungen:
| Wahljahr | CDU | SPD | Gesamt |
| -------- | --- | --- | ------ |
| 2016     | 7   | 6   | 13     |
| 2011     | 7   | 6   | 13     |

### Städtepartnerschaften
Seit dem 26. November 2005 besteht zwischen der Stadt Rethem und der Gmina Kołczygłowy (Gemeinde Alt Kolziglow) in der polnischen Woiwodschaft Pommern ein Partnerschaftsverhältnis.

## Kultur und Sehenswürdigkeiten
- Burg Rethem, heute als Neubau von 2004 für das Kulturforum Burghof
- Allerufer mit Skulpturenpark
- Gebäudeensemble aus Rathaus und Amtshof
- Bockwindmühle Rethem im Londypark
- St.-Marien-Kirche, errichtet 1837–1844 nach Plänen von Konsistorialbaumeister Friedrich August Ludwig Hellner

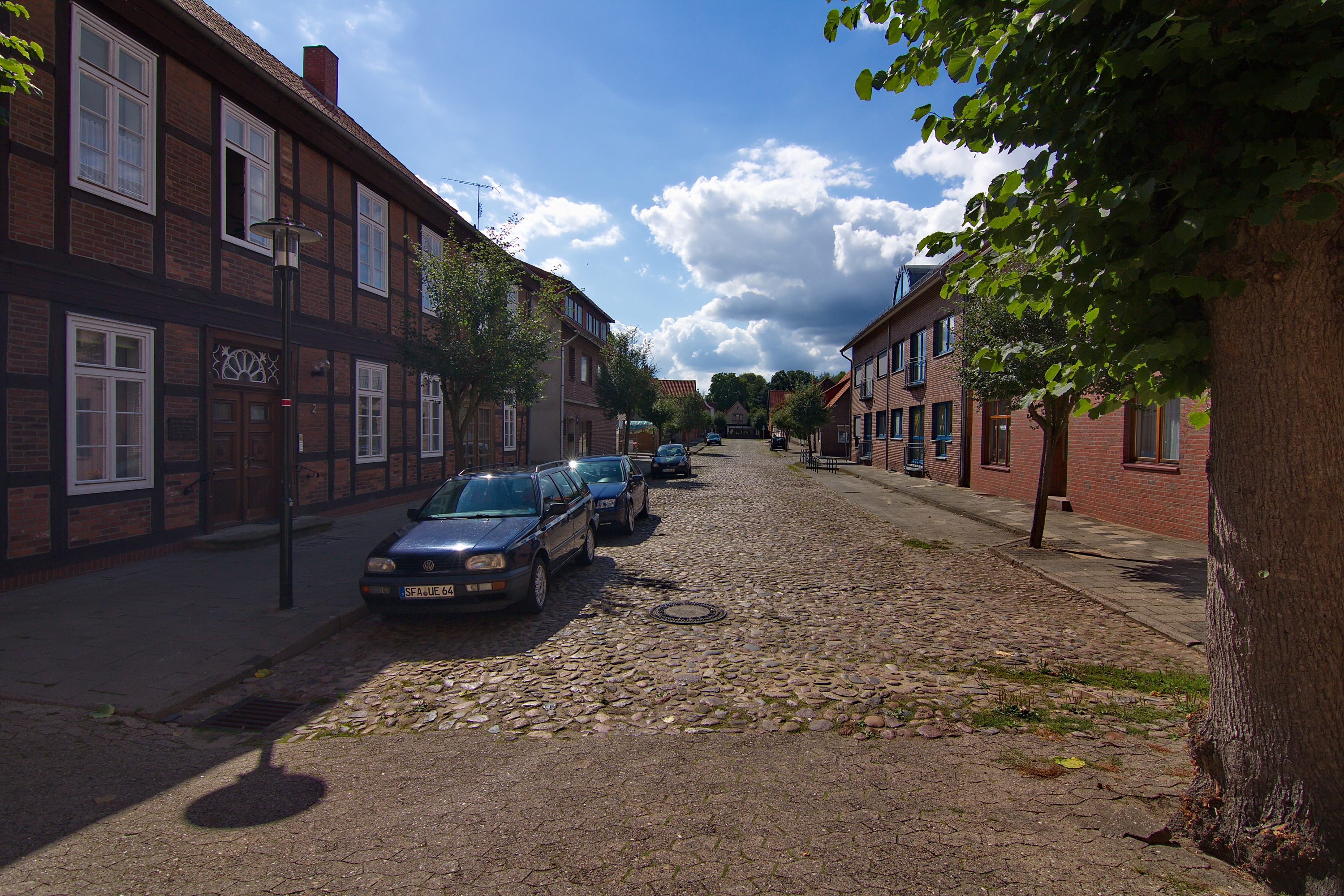
Ortsblick
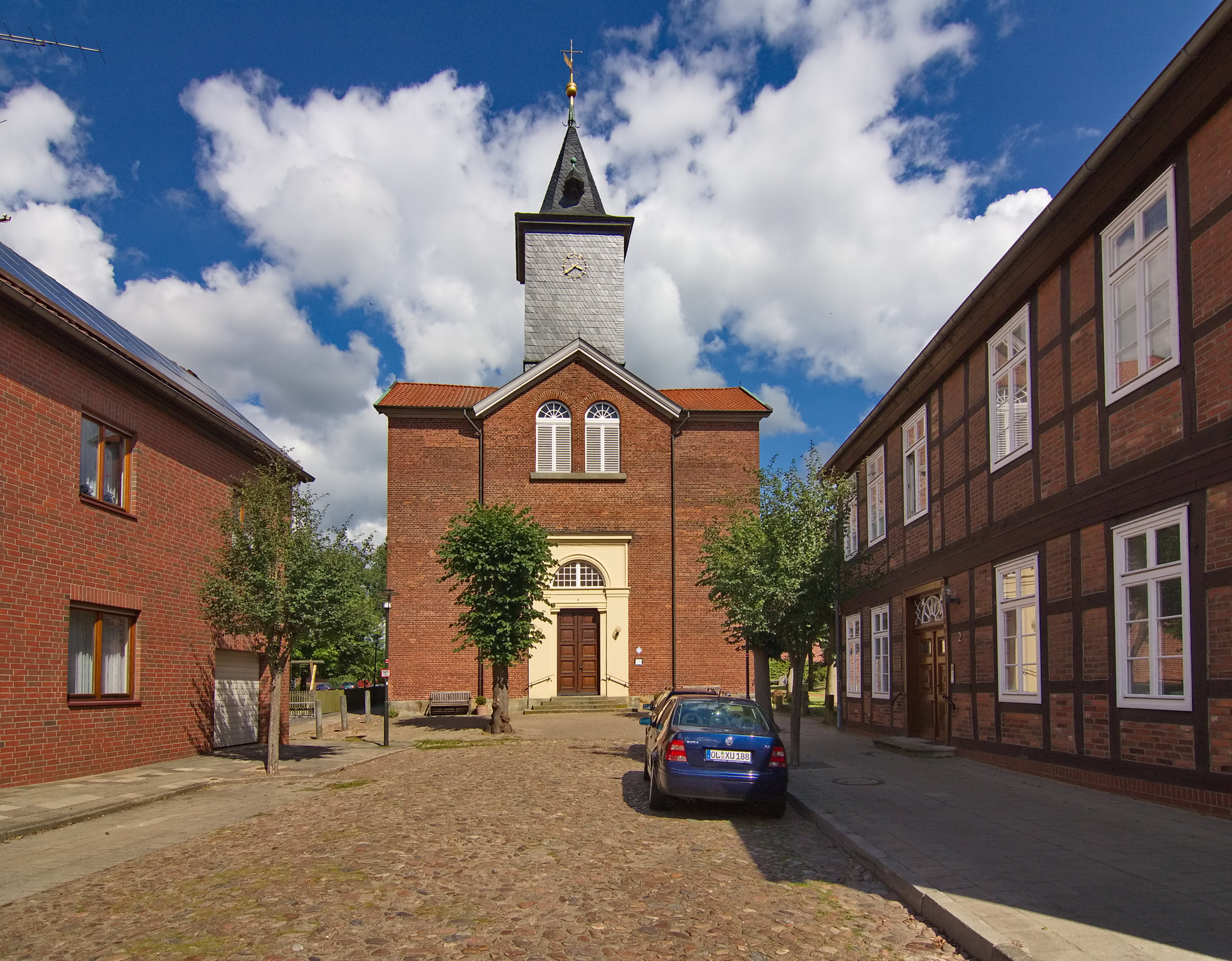
Marienkirche von 1839
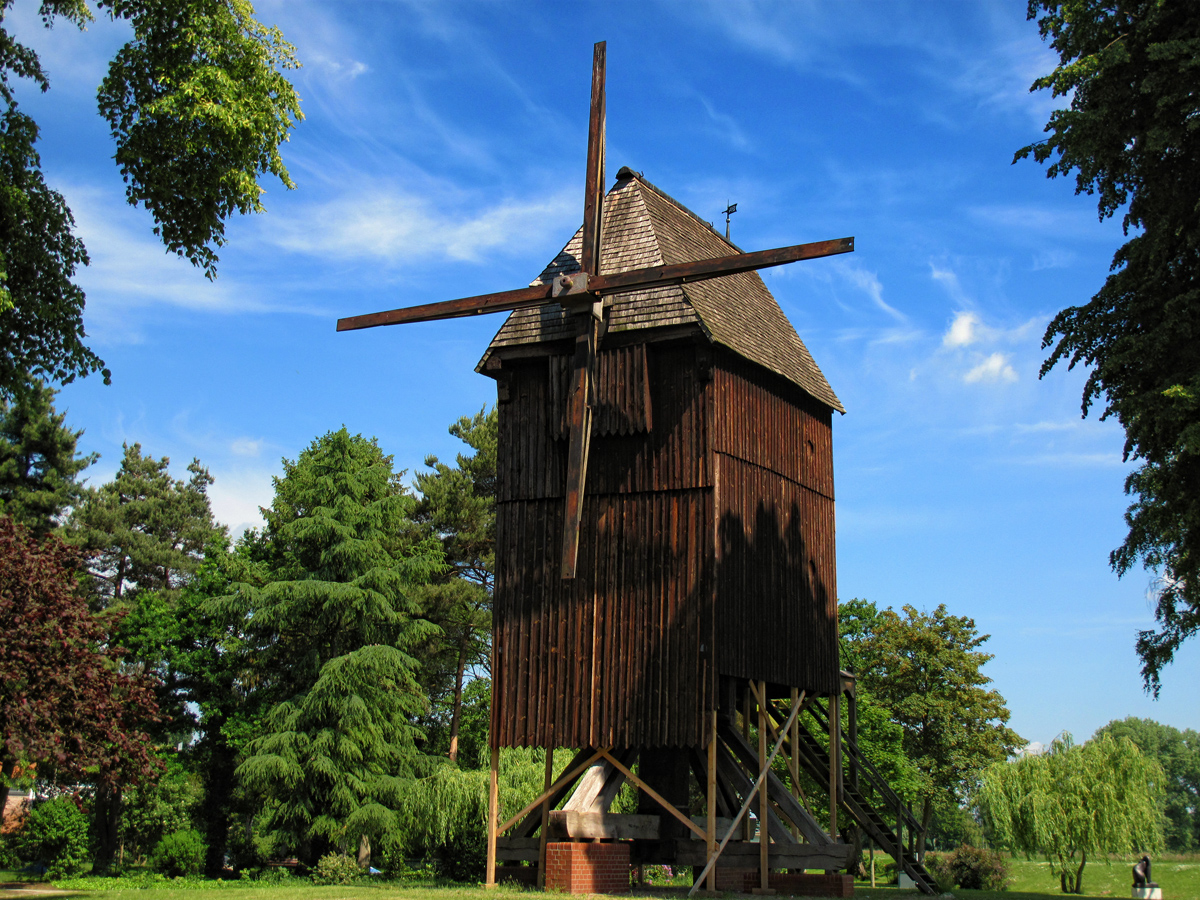
Bockwindmühle
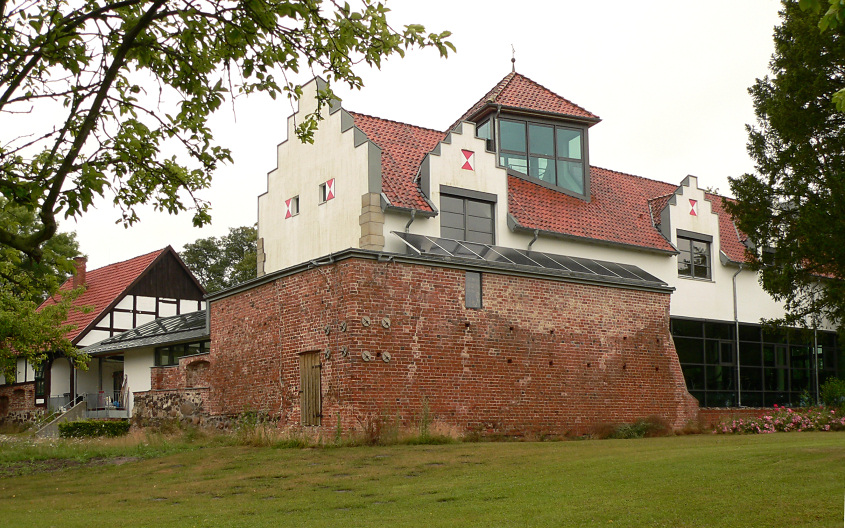
Burg Rethem

## Verkehr

### Straße
Rethem liegt an der Bundesstraße 209 zwischen Nienburg/Weser und Walsrode. Außerdem bestehen Straßen nach Verden und Neustadt am Rübenberge.

### Schienenverkehr
Die früher vorhandene Bahnstrecke Celle–Wahnebergen wurde zwischenzeitlich stillgelegt und demontiert. Die heute nächstgelegenen Bahnhöfe sind in Eystrup, Walsrode, Dörverden und Verden. Die alte Bahntrasse wurde zwischen Ahlden und Westen zu einem Bahnradweg umgebaut und ist teilweise mit dem
Aller-Radweg identisch.

## Söhne und Töchter der Gemeinde
- Justus Christoph Leist (1770–1858), Staatsrechtler und Politiker
- Ludwig August Schlüter (1797–1881), hannoverscher Oberamtmann
- Heinrich Christoph Londy (1812–1887),[6] Mäzen
- Werner Hansen (1905–1972), Politiker und Gewerkschafter
- Hilde Steppe (1947–1999), Pflegewissenschaftlerin, Pädagogin, Krankenschwester
- Sven Seeliger (* 1972), zweifacher FIA Rallycross-Europameister (2000 und 2001)